# Las Mercedes (khu tự quản)
Las Mercedes là một khu tự quản thuộc bang Guárico, Venezuela. Thủ phủ của khu tự quản Las Mercedes đóng tại Las Mercedes. Khự tự quản Las Mercedes có diện tích 7691 km2, dân số theo điều tra dân số ngày 21 tháng 10 năm 2001 là 23712 người.